# پارک جنگلی گاسانگ
پارک جنگلی گاسانگ یک پارک جنگلی در گامبیا است. این پارک در ۱ ژانویه ۱۹۵۴ تأسیس شد و ۵۳ هکتار وسعت دارد.
برآورد ارتفاع زمین از سطح دریا ۲ متر است.